# Черниговские епархиальные известия
«Черниговские епархиальные известия» (1912—
17 — «Вера и Жизнь») — офіційний часопис Чернігівської єпархії РПЦ. 
Заснований в липні 1861 істориком і чернігівським архієпископом Філаретом
(Гумілевським). Журнал складався з двох частин: щотижневої офіційної та неофіційної, яка виходила один раз на два
тижні. Неофіційна частина часопису називалася "Прибавление к Черниговским
епархиальным известиям". Випуски мали порядкові номери від 1 до 24, а іноді зазначалися лише числа, відповідно, 1-ше і 15-те кожного місяця, інколи те й інше одночасно. Архієпископ Філарет (Гумілевський)
одразу спрямував часопис на історико-краєзнавчу тематику. Після його смерті 1866 редакція журналу, що складалася переважно з викладачів Чернігівської духовної семінарії, поступово відійшла від регіональної проблематики.

Сторінки видання заповнювалися здебільшого статтями теоретичного змісту. Кращі традиції засновника єпархіального часопису почали поволі відновлюватися в 1890-х рр.

Припинили своє існування 1911, точніше, були перейменовані. Наприкінці останнього № 24 редакція повідомляла, що: «„Черниговские епархиальные известия“ припиняють своє самостійне існування. Замість них буде видаватися новий журнал „Вера и Жизнь“». Відтепер офіційним видавцем журналу стало Братство Святого Михаїла, князя Чернігівського, засноване 1888 при Чернігівській духовній семінарії.

Програма часопису передбачала такі тематичні розділи:
«1) богословсько-філософський відділ;

2) пастирсько-місіонерський відділ;

3) церковно-історичний відділ;

4) літературно-педагогічний відділ;

5) церковно-громадський».
У журналі «Вера и Жизнь», на відміну від «Ч.е.и.», друкувалася
спочатку неофіційна частина, в якій пагінація сторінок кожного наступного
номера починалася заново, а потім — офіційна, де була наскрізна пагінація через усі річні номери.

Журнал виходив нерегулярно.

Видання було припинено 1917 (№ 3—4). Постановою надзвичайного
з'їзду духовенства та мирян Чернігівської єпархії було ухвалено
рішення на наявні засоби видавати газету «Черниговский вестник».
Чернігівські єпархіальні часописи містять статті з історії Чернігівщини
і загалом України 10—19 ст., матеріали про Першу світову війну, поширення революційних ідей різних відтінків і ролі Церкви в запобіганні їхньому впливові на світогляд простих людей, життя і творчість письменників, церковних діячів та ін. Серед авторів статей і публікаторів історичних джерел були Філарет (Гумілевський), О.Ханенко, Г.Милорадович, П.Добровольський, М. І. Петров, В.Дроздов, В.Модзалевський, А.Страдомський, О.Єфимов. Статті та матеріали, надруковані в «Ч.е.и.» та «Вере и Жизни», відображають суспільні процеси в Півн. Лівобережжі, церковно-релігійне життя Чернігівської єпархії у 2-й пол. 19 — на поч. 20 ст.